# طلال العامر
طلال أحمد العامر، من مواليد 22 فبراير 1987، لاعب كرة قدم كويتي.
بدأ مسيرته الكروية مع نادي القادسية الكويتي في عام 2002، وقد لعب أولى مبارياته مع الفريق الأول في موسم 2007/2008، وفي يوم 10 نوفمبر 2008 تعرض إلى الطرد في مباراة فريقه أمام نادي النصر الكويتي في الدوري الكويتي 2008/2009.
في يوم 2 ديسمبر 2008 أختاره المدرب محمد إبراهيم مدرب منتخب الكويت لكرة القدم ضمن التشكيلة الأولية للمنتخب المشارك في كأس الخليج 2009.

## روابط خارجية
- طلال العامر على موقع الاتحاد الدولي (مؤرشف)  (الإنجليزية)
- طلال العامر على موقع قاعدة بيانات كرة القدم.إي يو (الإنجليزية)
- طلال العامر على موقع ناشيونال فوتبول تيمز (الإنجليزية)
- طلال العامر على موقع Soccerway.com (الإنجليزية)